# 纪尧姆·朱尼尔·阿坦加纳
纪尧姆·朱尼尔·阿坦加纳（英語：Guillaume Junior Atangana；1999年1月22日—）是喀麦隆T11级残奥短跑运动员。其曾代表难民参加2024年夏季残疾人奥林匹克运动会。

## 生涯
阿坦加纳代表难民于巴黎残奥会男子T11级400米跑项目获得铜牌。